# 庫塔伊西
庫塔伊西 ，是格魯吉亞西部伊梅雷蒂大区的城市，为该大区的区府。庫塔伊西是格魯吉亞第三大城市，僅次於第比利斯及巴統。该市位於里奧尼河畔，距離首都第比利斯211公里。面積67.7平方公里，2024年人口数量为125,589人。

## 歷史
历史上库塔伊西是格鲁吉亚的主要城市之一，曾是中世纪时科爾基斯地区的政治中心，并为阿布哈茲王國和格鲁吉亚王国的首都，后来成为伊梅雷蒂王国的首都。1810年併入沙俄。
巴格拉特大教堂和格拉特修道院於1994年被列入世界文化遺產。从2012年10月到2018年12月，库塔伊西曾是格鲁吉亚议会所在地，作为格鲁吉亚政府去中心化的尝试。

## 友好城市
- 美国密苏里州哥伦比亚
- 阿塞拜疆占贾
- 英国纽波特
- 西班牙维多利亚
- 希腊尼凯阿
- 波兰波兹南
- 俄罗斯图拉
- 保加利亚普罗夫迪夫
- 以色列阿什凯隆
- 伊朗拉什特
- 土耳其萨姆松
- 土耳其卡尔斯
- 亚美尼亚久姆里
- 中国天津
- 中国新华区
- 中国南昌
- 法国里昂
- 法国巴约讷
- 乌克兰顿涅茨克
- 乌克兰哈尔科夫
- 乌克兰利沃夫